# Robert Louis Dressler

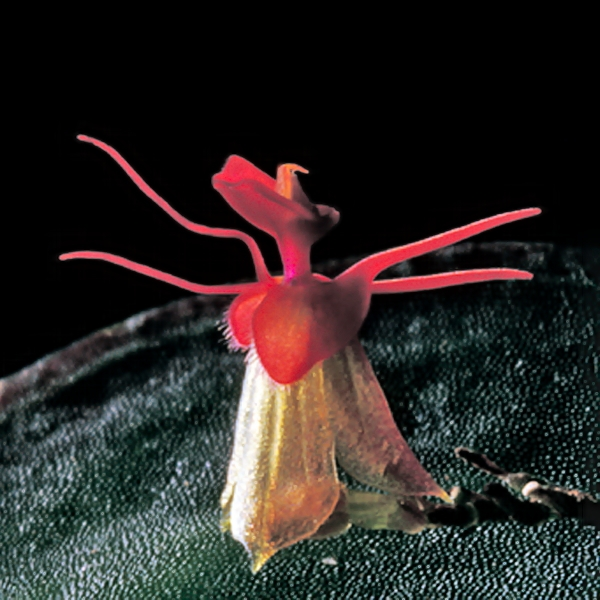
Lepanthes pantomima

Robert Louis Dressler (ur. 2 czerwca 1927 w Branson, zm. 15 października 2019 w Paraíso) – amerykański botanik, którego dorobek naukowy koncentrował się na taksonomii i ewolucji storczykowatych (Orchidaceae).
Jego dzieciństwo przypadło na okres wielkiego kryzysu, co ukształtowało w nim determinację i niezależność. Ojciec, Myrl, był elektrykiem, który dodatkowo uprawiał ponad 30 akrów (około 12 hektarów) kamienistej ziemi, by zapewnić rodzinie wyżywienie. Robert dorastał otoczony zwierzętami, a na starych fotografiach widać go w towarzystwie kóz, z którymi spędzał wiele czasu. Od czwartego roku życia wędrował po farmie, co zaszczepiło w nim miłość do przyrody.
W listopadzie 1937 roku Myrl zmarł w wyniku zatoru płucnego po wypadku przy rąbaniu drewna, pozostawiając żonę i dwójkę dzieci. Matka Roberta, Rachel Catherine Quigley Dressler, przeniosła rodzinę do Inglewood w Kalifornii, by być bliżej swojej rodziny.
Jako nastolatek odkrył prywatne zoo należące do słynnej herpetolog Grace Olive Wiley. Spędzał tam każdą wolną chwilę, pomagając w opiece nad kolekcją węży i jaszczurek. Jako dziecko lubił węże, a im był starszy, tym większe okazy hodował. Grace Wiley miała duży wpływ na jego zainteresowania herpetologią.
W styczniu 1945 roku ukończył Gardena High School i pod koniec II wojny światowej został powołany do armii amerykańskiej. Wojna wkrótce się skończyła, a Robert został przeszkolony w zakresie księgowości. Wykorzystując możliwość szybkiego zwolnienia dla osób przyjętych na studia, zapisał się na Uniwersytet Południowej Kalifornii. Następnie kontynuował studia na Universytecie Harvarda, gdzie uzyskał stopień doktora. Na Uniwersytecie Południowej Kalifornii początkowo wybrał zoologię, ale w drugim semestrze zmienił zdanie i zapisał się na botanikę. Dzięki stypendium i rekomendacji Louisa C. Wheelera, Robert rozpoczął studia doktoranckie na Harvardzie pod kierunkiem Reeda C. Rollinsa. Rollins finansował jego wyprawy do Meksyku, gdzie Robert zbierał okazy dla zielnika Gray Herbarium i rozpoczął badania nad storczykami. W 1957 roku Robert uzyskał doktorat z biologii za rozprawę o rodzaju Pedilanthus (Euphorbiaceae). W tym też czasie uczęszczał na spotkania American Orchid Society i nawiązał współpracę z Mariano Ospiną Hernandezem, co zapoczątkowało jego trwającą całe życie pasję do roślin storczykowatych. 
Dorobek naukowy Dresslera jest bogaty i obejmuje liczne publikacje, w tym monografie, 279 artykułów naukowych i osiem książek. Prace miały duże znaczenie dla systematyki storczyków, wnosząc znaczący wkład w zrozumienie ich filogenezy i klasyfikacji. Opisał i wydzielił 12 taksonów wyższych storczykowatych, 18 rodzajów i 228 gatunków storczykowatych, 10 gatunków innych roślin i 38 gatunków pszczół. Opisał także 157 taksonów hybryd storczykowatych i 10 hybryd innych roślin. 
Do jego najważniejszych publikacji należą m.in. The Orchids: Natural History and Classification (1981) oraz Phylogeny and Classification of the Orchid Family (1993).
W 1977 roku botanik Hans Wiehler uhonorował Dresslera, nadając nazwę w nawiązaniu do jego inicjału nowemu rodzajowi roślin z rodziny ostrojowatych (Gesneriaceae) – Reldia. Dressler działał aktywnie w wielu instytucjach naukowych, takich jak American Orchid Society i Missouri Botanical Garden.
Standardowy skrót autora botanicznego Dressler jest używany w nomenklaturze botanicznej do oznaczania go jako autora nazw gatunkowych.